# Adriana Poli Bortone
Adriana Poli Bortone (ur. 25 sierpnia 1943 w Lecce) – włoska polityk, nauczyciel akademicki i działaczka samorządowa, parlamentarzystka krajowa, deputowana do Parlamentu Europejskiego i minister.

## Życiorys
W 1965 ukończyła studia humanistyczne, po których rozpoczęła pracę naukową na Università del Salento w Lecce. Na uczelni doszła do stanowiska docenta, prowadziła wykłady z zakresu literatury klasycznej i filozofii.
Od połowy lat 60. działała w postfaszystowskim Włoskim Ruchu Socjalnym. W latach 80. była sekretarzem krajowym ds. kobiet tej organizacji. Od 1990 zasiadała w ścisłych władzach MSI, w 1995 należała do założycieli nowego ugrupowania – Sojuszu Narodowego.
Od 1983 do 1999 sprawowała mandat posłanki do Izby Deputowanych IX, X, XI, XII i XIII kadencji. W pierwszym rządzie Silvia Berlusconiego, od maja 1994 do stycznia 1995, zajmowała stanowisko ministra zasobów rolnych, żywnościowych i leśnych. Od 1967 była radną Lecce, a w latach 1998–2007 pełniła funkcję burmistrza swojej rodzinnej miejscowości.
W 1999 i 2004 była wybierana do Parlamentu Europejskiego. Zasiadała we frakcji Unii na rzecz Europy Narodów. W 2008 zrezygnowała z mandatu w PE, kiedy to w przedterminowych wyborach krajowych została z listy Ludu Wolności wybrana do Senatu XVI kadencji (do 2013).
Od 2009 kierowała własną formacją polityczną pod nazwą Io Sud. Później dołączała kolejno do ugrupowania Bracia Włosi, Forza Italia i Ruchu Socjalnego – Trójkolorowy Płomień. W czerwcu 2024 powróciła na urząd burmistrza Lecce.